# Charley Pride
Pour les articles homonymes, voir Pride (homonymie).
Charley Pride, de son nom complet Charley Frank Pride, est un chanteur, musicien et joueur de baseball américain né le 18 mars 1934 à Sledge (Mississippi) et mort le 12 décembre 2020 à Dallas (Texas). C'est l'un des rares afro-américains à avoir réussi dans la musique country et le seul à avoir fait partie du Grand Ole Opry.

## Biographie
Son plus grand succès musical est venu du début au milieu des années 1970, quand il est devenu l'interprète le plus vendu pour RCA Records depuis Elvis Presley. Au cours des années de pointe de sa carrière d'enregistrement (1966-1987), il a récolté cinquante-deux succès parmi les dix meilleurs du Billboard Hot Country Songs, dont trente ont atteint le numéro un. Il a également remporté le prix de l'artiste de l'année aux Country Music Association Awards en 1971.
Charley Pride était l'un des trois seuls Afro-Américains à devenir membre du Grand Ole Opry (les autres sont DeFord Bailey et Darius Rucker). Il a été intronisé au Country Music Hall of Fame en 2000.
Charley Pride meurt à Dallas le 12 décembre 2020 des suites de complications liées à la Covid-19. Il avait 86 ans.

## Discographie
- 1966 - Country.
- 1967 - The Pride of Country Music.
- 1967 - The Country Way.
- 1968 - Make Mine Country.
- 1968 - Songs of Pride... Charley That Is.
- 1969 - Charley Pride in Person.
- 1969 - The Sensational Charley Pride.
- 1970 - Just Plain Charley.
- 1970 - Charley Pride's 10th Album.
- 1970 - Christmas in My Hometown.
- 1970 - From Me to You.
- 1971 - I'm Just Me.
- 1971 - Did You Think to Pray.
- 1971 - Charley Pride Sings Heart Songs.
- 1972 - A Sunshiny Day with Charley Pride.
- 1972 - Songs of Love by Charley Pride.
- 1973 - Sweet Country.
- 1973 - Amazing Love.
- 1973 - Charley Pride Presents the Pridesmen.
- 1974 - Country Feelin.
- 1974 - Pride of America.
- 1975 - Charley.
- 1975 - The Pridesmen.
- 1975 - Sunday Morning with Charley Pride.
- 1975 - The Happiness of Having You.
- 1977 - She's Just an Old Love-Turned Memory.
- 1978 - Someone Loves You Honey.
- 1978 - Burgers and Fries.
- 1979 - You're My Jamaica.
- 1980 - There's a Little Bit of Hank in Me.
- 1981 - Roll on Mississippi.
- 1982 - Everybody's Choice.
- 1983 - Charley Pride Sings Country Classics.
- 1983 - Night Games.
- 1984 - The Power of Love.
- 1986 - Back to the Country.
- 1986 - The Best There Is.
- 1987 - After All This Time.
- 1988 - I'm Gonna Love Her on the Radio.
- 1989 - Moody Woman.
- 1994 - My 6 Lastest & 6 Greatest.
- 1996 - Classics with Pride
- 2001 - A Tribute to Jim Reeves.
- 2003 - Comfort of Her Wings.
- 2011 - Choices.